# Darksiders III
Darksiders III — відеогра жанрів hack'n'slash і action-adventure, випущена компанією THQ Nordic. Розробником, замість збанкрутілого творця попередніх частин Vigil Games, виступили Gunfire Games. Реліз гри відбувся 27 листопада 2018 року на Microsoft Windows, PlayStation 4 та Xbox One.
Події гри відбуваються задовго до основних подій Darksiders і Darksiders II. Вершниця Апокаліпсису на ім'я Лють вирушає на Землю аби розшукати та ув'язнити сім Смертних гріхів, які загрожують балансу Небес і Пекла.

## Ігровий процес
У цій грі гравець виступає в ролі вершниці Апокаліпсису на ім'я Лють. Їй належить знищувати численних ворогів з допомогою холодної зброї, шукати спорядження та вирішувати головоломки. Зі знищених ворогів Лють отримує душі, що одночасно і слугують валютою для придбання зброї, спорядження і вивчення прийомів бою, так і для розвитку здібностей самої героїні. Особистий розвиток поділяється на три напрямки: збільшення запасу здоров'я, збільшення фізичної сили, і посилення магії.
Подібно до Dark Souls, в Darksiders III героїня може швидко переноситися між уже відвіданими локаціями. Подекуди на локаціях можна знайти кристали, в яких містяться додаткові душі, або уламки адамантію. З допомогою адамантію вдосконалюється зброя, а шляхом екіпіровки магічних артефактів вона отримує нові якості.
Головною зброєю Люті є батіг «Зневага», який, залежно від екіпірованого артефакта, змінює свою форму. Батіг здатний перетворитися на: пару бойових ціпів, спис, алебарду, молот, меч, наручні кігті, сокиру та коси. Крім того, Лють з часом отримує хрестовий клинок «Спасіння», який кидається, немов бумеранг. Вершниця здатна змінювати кілька форм: вогняну (обпікає ворогів навколо і спалює перепони, дозволяє ходити по лаві та вище стрибати), льодяну (заморожує воду і тоді по ній можна ходити чи лазити, зупиняє рухомі об'єкти), штормову (дозволяє завдавати стрімких ударів і ширяти над проваллями) і силову (дозволяє користуватися молотами, пересувати вантажі, лазити по кристальних стінах і ходити по дну водойм). Набираючи за вбивства ворогів енергію, Лють здатна тимчасово набути форми Спустошення, в якій збільшує свою силу та озброюється другим батогом.

## Сюжет
Обвуглена Рада викликає вершницю Апокаліпсису Лють і показує, що вершник Війна перебуває в ув'язненні за звинуваченням у передчасному прибутті на Землю. Коли Сьому печатку нібито було розбито, звільнилися сім Смертних Гріхів, тому Рада посилає Лють на Землю повернути їх. Лють погоджується за умови, що після виконання завдання стане головною серед вершників Апокаліпсису. До Люті приставляють спостерігачку, вершниця вважає, що Рада не довіряє їй, але спостерігачка заспокоює її своїм красномовством. Перед відбуттям на Землю вершниця чує голос Війни, котрий запевняє, що невинний.
Прибувши на Землю, Лють проходить руїнами, які окупували демони, та дістається до гріха Заздрості. В переможеної Заздрості вона забирає амулет, який може утримувати гріхи всередині. Вершниця натрапляє на демона Вулгріма, котрий натякає, що вершники Апокаліпсису є частиною чийогось злочинного плану. Героїня зустрічає коваля Ултейна, в будинку якого переховуються вцілілі люди. Ултейн, побачивши Лють, запитує, чи прийшла вона на Землю заради порятунку людей. Лють відповідає, що їй байдуже на людей і розповідає про своє завдання. Тоді Ултейн укладає угоду з Люттю: він дає їй чарівний камінь, який переміщує в будинок Ултейна будь-яку людину, котра торкнеться до каменя. Натомість Ултейн виготовлятиме для Люті зброю і підказує де шукати гріх Гнів.
Лють знаходить Гнів у підземеллі під містом, і під час битви з ним вперше прикликає свого коня Буйство. Але кінь виявляється поранений янгольським клинком і помирає. Гнів, скориставшись нагодою, пронизує Лють мечем.
Лють переноситься до Порожнечі між світами, де бачить Повелителя Порожнечі, котрий убиває янгола і демона, що добровільно ідуть на смерть задля збереження світового балансу. Повелитель Порожнечі повідомляє, що поверне Лють на Землю, якщо вона пройде випробування. Він насилає воїнів, яких героїня долає, але Повелитель зауважує, що вона не вміє контролювати свій гнів. Він обіцяє давати їй магічні здібності за знищення кожного гріха, а Лють за це здолає демона Абраксаса.
Під час подорожі Лють знаходить смертні гріхи Лінощі та Жадібність. Лють перемагає Жадібність, після чого поруч відкривається портал до Повелителя Порожнечі. Той повідомляє — Лють довела, що цінує свою місію вище матеріальних благ, і дарує їй черговий артефакт, після чого відправляє її назад на Землю.
Лють потрапляє в болота, де мешкають повсталі з мертвих янголи і демони. Лють знаходити занедбану фабрику, де янголи облаштували собі базу, і вступає в бій з ними. Після перемоги Люті над архангелом в битву втручається ще архангел Узиїл, який зупиняє своїх братів. Лють розповідає про свою місію і про те що, хтось із янголів хотів перешкодити її місії, вбивши Буйство. Узиїл запевняє, що це зробили не його янголи, адже вони навпаки потребують допомоги через хворобу, наслану гріхом Хіттю. Ця хвороба перетворює померлих янголів і демонів на рухомих мерців. Лють і Узиїл укладають угоду: Лють убиває Хіть, а Узиїл розшукає хто перешкоджає Люті. На знак своєї чесності архангел дарує вершниці хрестовий клинок.
Хтивість намагається улестити Лють словами та відмовити вбивати її. Несподівано на Хіть нападає вершник Розбрат і застрелює її. З Розбратом прибувають вершники Війна і Смерть, які повідомляють, що решта Смертних гріхів знищені і вже відомо хто змовник. Лють розуміє, що це ілюзія, створена Хіттю, і звільняється від омани. Хіть обіцяє виказати де інші гріхи, але Лють убиває її.
Зустрівши гріх Жадібність, вершниця бачить, що він майже переварив її мертвого коня Буйство, після чого кидається на Жадібність і вбиває гріх. Коли Повелитель Порожнечі вкотре винагороджує її, Лють вирішує дізнатися чому той хоче смерті Абраксаса. Героїня пробирається до фортеці демона, де Абраксас розповідає, що Повелитель хоче встановити свій порядок на Землі. Лють може добити Абраксаса, або ж повернутись до Повелителя з порожніми руками. Так чи інакше, той пояснює, що розчарувався в Обвугленій Раді, котра слідує закону, а не здоровому глузду. Маніпулюючи то янголами, то демонами для підтримання балансу, Рада не звертала увагу на людей і коли ті стали надто могутні, вирішила знищити їх, спровокувавши вторгнення сил Небес і Пекла на Землю. Тепер, коли звільнилися Смертні гріхи, Рада послала Лють аби вона та гріхи знищили одні одних.
Вирушивши в шахти, Лють опиняється на арені гріха Гніву, долає всіх противників і зрештою сам Гнів. Слідом вона знищує Гординю та несподівано Заздрість виривається з амулета та поглинає ним силу вершниці. Лють повертається до Ултейна, котрий створює для неї портал аби постати перед Обвугленою Радою. В цей час Заздрість вже опинилася там же і, користуючись силою всіх інших гріхів і Люті, нападає на Раду. Люті вдається відібрати амулет, повернути силу і ув'язнити Заздрість знову. Рада, боячись викриття своєї змови, оголошує, що вершниця переступила свої повноваження, тому має бути засуджена. Тоді Лють кидає амулет у полум'я, знищивши його і всю силу семи Смертних гріхів. Вибух дає їй нагоду втекти на Землю.
Лють повертається на Землю, де розкриває людям справжню мету Обвугленої Ради. В цей час Руйнівник починає атаку і Ултейн переправляє людей крізь портал, а Лють вирушає за ними захищати та навчати до часу справжнього Апокаліпсису. В останню мить вона бачить, що на Землю прибув вершник Розбрат.

## Розробка
В серпні 2018 року стало відомо, що композитором відеогри став Кріс Веласко, композитор трилогії God of War, Resident Evil 7, Clive Barker's Jericho та першої частини Darksiders.

## Оцінки й відгуки
| Агрегатор  | Оцінка                                 |
| ---------- | -------------------------------------- |
| Metacritic | (PC) 70/100 (XONE) 69/100 (PS4) 64/100 |

| Видання        | Оцінка |
| -------------- | ------ |
| IGN            | 7.0/10 |
| PC Gamer (США) | 62/100 |

### Продажі
В грудні 2018 року, за неофіційними даними було продано понад 71 тисячу копій відеогри. Згодом, в лютому 2019 року з'явилася інформація від офіційних представників стосовно того, що розробка та маркетингова кампанія Darksiders III повністю окупили себе, проте не було зазначено скільки саме вдалося продати на той час копій.

## Сиквел
Після виходу відеогри, в грудні 2018, головний виконавчий директор (CEO) компанії Gunfire Games заявив, що якщо вдасться продати понад 100 тисяч копій відеогри, то розробники, ймовірно, займуться розробкою наступної частини серії. Станом на той час, за неофіційними даними було продано понад 71 тисячу копій.